# Bileća
Bileća (serbisch-kyrillisch Билећа) (deutsch veraltet Bilotscha oder Boletsch) ist eine Stadt und Gemeinde im Südosten von Bosnien und Herzegowina nahe der Grenze zu Montenegro. Sie ist Teil der Republika Srpska.

## Geschichte
Bileća wurde 1286 erstmals erwähnt.

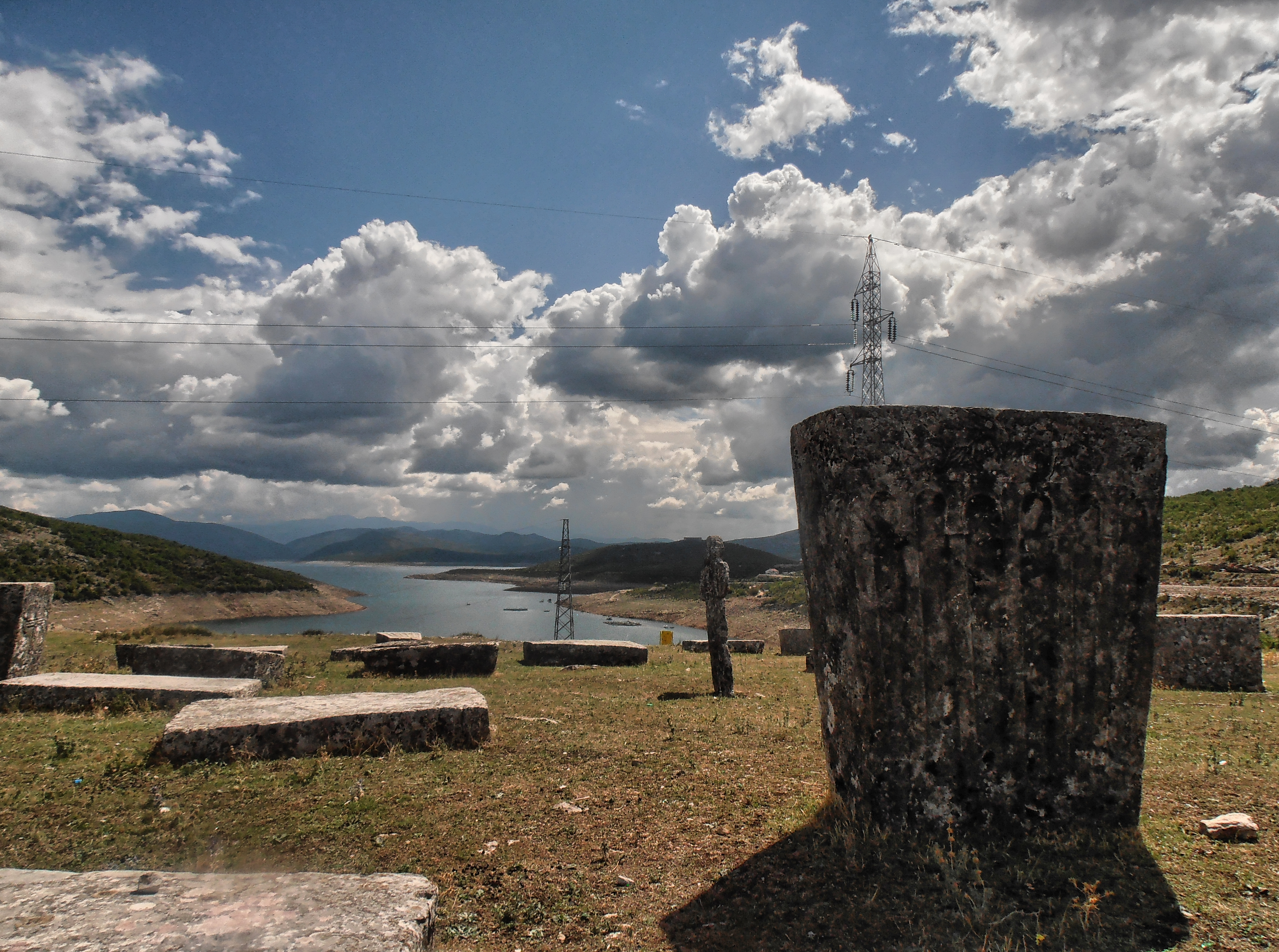
Stećci bei Bileća

In der Schlacht bei Bileća am 27. August 1388 siegte das bosnische Heer Königs Tvrtko I. über eine osmanische Streitmacht.
Während des Bosnienkrieges blieb die Region von Kampfhandlungen weitgehend verschont. Dennoch wurde ein großer Teil der nichtserbischen Einwohner vertrieben.

## Geographie
Die Stadt liegt im Osten der Herzegowina auf 486 Meter Höhe in unmittelbarer Nähe der montenegrinischen Grenze. Südlich der Stadt, am Oberlauf der Trebišnjica, befindet sich der ab 1966 aufgestaute See Bilećko jezero.
Benachbarte Gemeinden sind Berkovići, Gacko, Ljubinje, Nevesinje und Trebinje sowie Nikšić in Montenegro.

## Bevölkerung
Bei der Volkszählung 1991 hatte die Gemeinde Bileća 13.284 Einwohner, darunter
- Serben: 10.628 (80,00 %)
- Bosniaken: 1.947 (14,66 %)
- Jugoslawen: 222 (1,67 %)
- Kroaten: 39 (0,29 %)
- Andere: 448 (3,37 %)

Im Hauptort lebten 7.568 Menschen, darunter
- Serben: 5.619 (74,25 %)
- Bosniaken: 1.290 (17,05 %)
- Jugoslawen: 209 (2,76 %)
- Kroaten: 39 (0,52 %)
- Andere: 411 (5,43 %)

Der Anteil der Serben ist nach dem Bosnienkrieg noch höher als zuvor.
Die Gemeinde umfasst insgesamt 61 Orte: Baljci, Bijela Rudina, Bijeljani, Bileća, Bodenik, Bogdašići, Brestice, Čepelica, Deleuša, Divin, Dječe, Dlakoše, Dola, Donja Meka Gruda, Donji Davidovići, Fatnica, Golobrđe, Gornja Meka Gruda, Gornji Davidovići, Granica, Hodžići, Kačanj, Kalac, Korita, Krivača, Krstače, Kukričje, Kuti, Lađevići, Milavići, Mirilovići, Miruše, Mrežica, Narat, Njeganovići, Oblo Brdo, Orah, Orahovice, Pađeni, Panik, Plana, Podgorje, Podosoje, Preraca, Prijevor, Prisoje, Rioca, Selišta, Simijova, Skrobotno, Šobadine, Todorići, Torić, Trnovica, Vlahinja, Vranjska, Vrbica, Zasada, Zaušje, Zvijerina und Žudojevići.
Acht dieser Orte hatten eine überwiegend bosniakische Bevölkerung.

## Wirtschaft

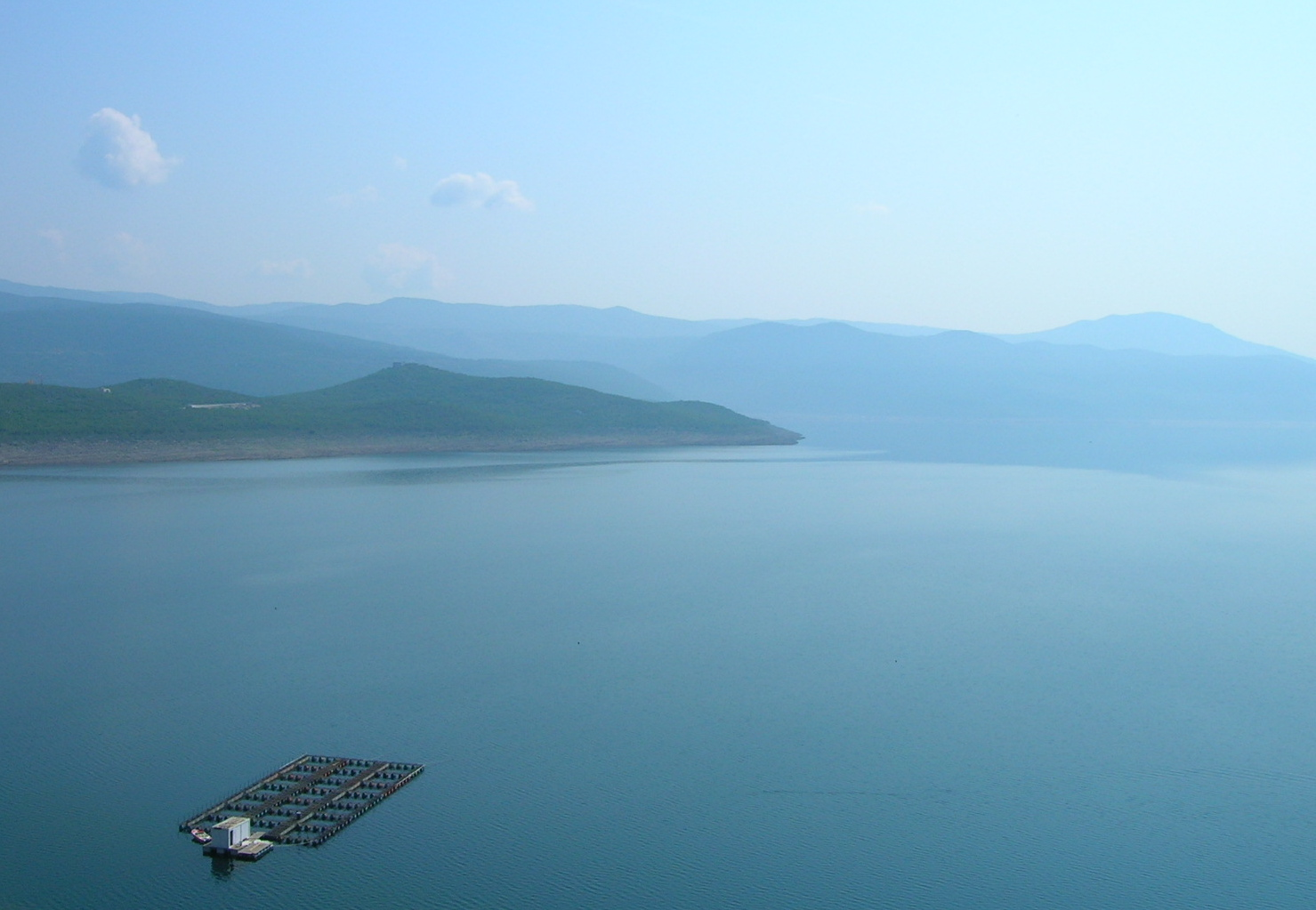
Stausee Bilećko jezero

Vor dem Krieg war die Stadt von Textil-, Metall- und Nahrungsmittelindustrie geprägt, die sich jedoch vom Zusammenbruch des sozialistischen Wirtschaftssystems und der Unterbrechung der Handelsbeziehungen in den Kriegsjahren noch nicht erholt hat.
In den schwer zugänglichen Dörfern spielt die auf Subsistenzbasis betriebene Landwirtschaft nach wie vor eine große Rolle. Von Bedeutung ist auch der am Stadtrand gelegene Truppenübungsplatz.

## Verkehr
Bileća liegt an der Magistralstraße M20 (Trebinje–Foča), die als überregionale Verbindung zwischen Dubrovnik und Belgrad bzw. Sarajevo dient.

## Söhne und Töchter der Stadt
- Ervin Eleskovic (* 1987), schwedischer Tennisspieler
- Safet Isović (1936–2007), bosnischer Sänger
- Tijana Bošković (1997) serbische Volleyballspielerin